# Antoine Cyvoct
Pour les articles homonymes, voir Cyvoct.
Antoine Cyvoct, à l'état civil, Antonius Marie Cyvoct, né le 28 février 1861 à Lyon (4e arrondissement) et mort le 5 avril 1930 à Paris, est un militant anarchiste lyonnais impliqué dans le Procès des 66.
Il est accusé, à tort, d’être l’auteur de l’attentat perpétré le 22 octobre 1882 au restaurant du théâtre Bellecour dit « L’Assommoir » et dans un bureau de recrutement de l’armée.
Jugé en décembre 1883, il est d'abord condamné à mort avant que sa peine ne soit commuée en travaux forcés à perpétuité. Il va passer quatorze années au bagne en Nouvelle-Calédonie. En 1898, à la suite d'une campagne d'opinion, il est gracié et rentre en France où il fait campagne pour la libération des anarchistes restés au bagne. Il essaie ensuite sans succès de faire reconnaître son innocence.

## Biographie
En 1882, il collabore au journal lyonnais Le Droit Social. Le 7 août, il est désigné comme gérant du journal L’Étendard révolutionnaire qui succède Droit Social.
Le 16 août 1882, un discours révolutionnaire lui vaut d’être inculpé pour « provocation au meurtre et au pillage » et d’être interrogé le 7 octobre par le juge d’instruction Rigot. Deux jours plus tard, sans attendre de passer en procès, il se réfugie en Suisse en se soustrayant ainsi également au service militaire et mettant en pratique la « grève des conscrits » qu’il prêche dans ses discours.

### L'attentat à «L’Assommoir»
À Lyon, dans la nuit du 22 octobre 1882, deux détonations, suivies d’une formidable explosion, éclatent dans le restaurant du théâtre Bellecour dit « L’Assommoir »,. Un jeune employé, Louis Miodre, est tué. Il y a des blessés. Les dégâts furent considérables.
Il est immédiatement soupçonné, à tort, d'en être l'auteur.
Moins de vingt-quatre heures plus tard, le 23 octobre vers 23h45, une seconde bombe endommage le centre de recrutement militaire de la caserne de la Vitriolerie.
Réfugié en Suisse, Antoine Cyvoct est soupçonné d'être revenu à Lyon le 23 octobre pour en repartir le 24, ce qui en fait un suspect de choix pour les services de police.
En outre, on lui reproche d’être l’auteur d’un article intitulé Un bouge paru dans Le Droit social du 12 mars 1882 qui concernait le théâtre Bellecour et où était écrit « On y voit surtout après minuit, la fine fleur de la bourgeoisie et du commerce... Le premier acte de la révolution sociale devra être de détruire ces repaires ».
Antoine Cyvoct, qui est toujours réfugié en Suisse, ne revient pas à Lyon pour se justifier, d'autant qu'il est toujours insoumis au service militaire.
Le 6 décembre 1882, il est une première fois condamné par contumace à deux ans de prison et 3 000 francs d’amende pour ses propos révolutionnaires tenus lors de plusieurs réunions publiques.

### Le procès des 66
Par ailleurs, l'agitation ouvrière et anarchiste est importante dans la région lyonnaise en cette période et les autorités s'appuient sur les deux attentats de fin octobre 1882 pour organiser le procès spectacle de l'anarchisme en janvier 1883 : le Procès des 66.
Antoine Cyvoct y est impliqué et condamné par contumace, 19 janvier 1883, à cinq ans de prison, 2000 francs d’amende et cinq ans d’interdiction des droits civils.

### Explosion à Bruxelles
Il se réfugie alors à Bruxelles (Belgique) et s’inscrit au cours de chimie de l’École industrielle avec son ami Paul Métayer.
Le 23 février 1883, ils tentent une expérience de chimie à domicile qui tourna mal. L’explosion tue Métayer.
Antoine Cyvoct est poursuivi le 28 février pour usage de faux nom et fabrication d’armes prohibées, et l’affaire est le prélude à une série d’arrestations d’anarchistes en Belgique.
Finalement, le parquet de Bruxelles abandonne l’accusation de fabrication d’armes prohibées et, le 30 mai 1883, il comparait devant le Tribunal de première instance qui le condamne à deux peines de 8 jours de prison et 26 francs d’amende pour port public de faux nom, à un mois de prison et 50 francs d’amende pour usage de faux passeport, et à trois mois de prison et 26 francs d’amende pour complicité de faux en écriture.
Il est ensuite extradé vers la France l’affaire de l’attentat contre L’Assommoir est toujours à l'instruction.

### Condamnation à mort
Le 30 août 1883, il comparaît une première fois devant la cour d'assises du Rhône. Il déclare qu'il n'était pas à Lyon à la date de l'attentat et qu'il n'est pas l'auteur de l'article Un bouge publié dans Le Droit Social et censé avoir incité à l'attentat, mais s'oppose à la demande de son avocat Maître Minard (un membre réactionnaire du Conseil municipal de Lyon) qui demande son expertise médicale.
Le 12 décembre 1883, il repasse devant la cour d'assises du Rhône, il a choisi cette fois l'avocat socialiste Georges Laguerre qui a déjà défendu des militants anarchistes, mais celui-ci n'étudie que très sommairement le dossier et fait une médiocre plaidoirie.
Interrogé sur la culpabilité d’assassinat, le jury répond par la négative. Mais sur la complicité, ayant l’article Un bouge en tête, il répond par l’affirmative sur sa responsabilité d’avoir « par machinations ou artifices coupables, provoqué à ce meurtre, ou d’avoir donné des instructions pour le commettre ». Si le procureur général estime que les jurés ont fait preuve d’un « véritable discernement » en refusant des circonstances atténuantes, il est avéré que ceux-ci croyaient juger en dernier ressort un délit de presse. Aussi, la peine de mort prononcée stupéfie tant les jurés que onze sur douze s’empressent de signer son recours en grâce.
Finalement, le 22 février 1884, sa peine est commuée en travaux forcés à perpétuité et à la relégation.

### Le bagne
Le 8 mars 1884, il est transféré à Saint-Martin-de-Ré, dernière étape avant l’embarquement pour le bagne.
Dès son arrivée, il écrit à la presse libertaire pour accuser l'indicateur de police Georges Garraud, (dit Aristide Valadier) d’être l’auteur de l’article Un bouge.
Le 6 juin, Cyvoct embarque pour le bagne de l'île de Nou (Nouméa) en Nouvelle-Calédonie où il arrive le 2 octobre 1884.
Le 13 juillet 1889, sa peine est une nouvelle fois commuée en quinze années de travaux forcés, et il devient libérable en 1904.
En 1895, les presse anarchistes mènent une vigoureuse campagne pour sa libération, campagne relayée par le journal L’Aurore. Mais ce n’est que trois ans plus tard qu’il est amnistié.

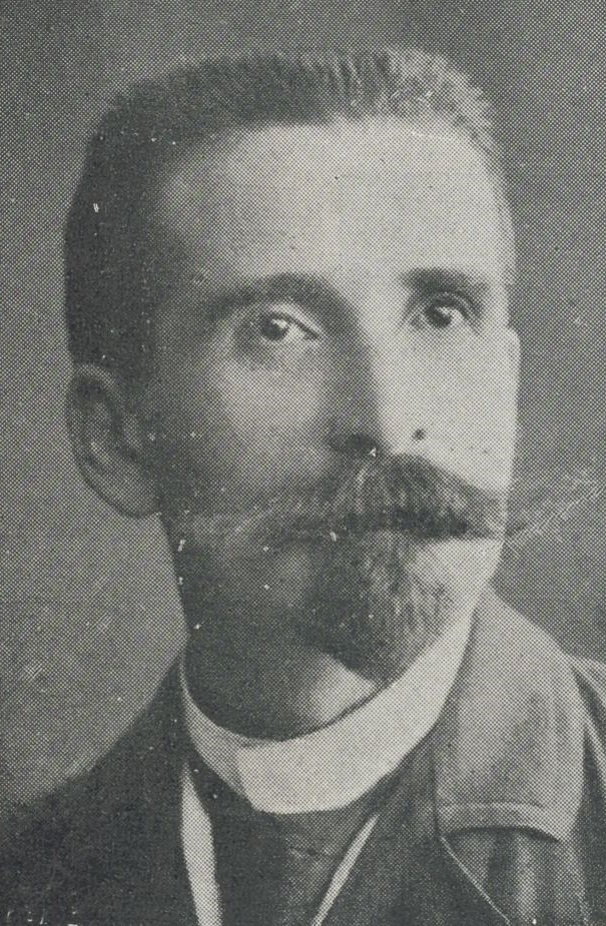
Photographie de Cyvoct par Gerschel (1898).

En mars 1898, il arrive à Paris. Le journal Le Père peinard trace de lui ce portrait : « Taille moyenne, sec, nerveux, yeux vifs sous des sourcils profondément dessinés, la barbe noire en pointe est coupée ras sur les joues » (Le Père Peinard, n° 72, 6-13 mars 1898).
Jean Grave à qui il est venu rendre visite, écrit : « Je m’attendais à trouver un homme exceptionnel. Je suis navré de voir ce que le bagne en avait fait. Le malheureux n’avait absolument plus rien dans le ventre ».
En mai 1898, il se présente, sous l’étiquette « socialiste », aux élections législatives à Paris. Sa candidature, bien qu’il affirme qu’elle est uniquement protestataire et destinée à attirer l’attention sur le cas des anarchistes restés au bagne, provoque des protestations dans certains milieux libertaires.  
Dans le cadre de l'affaire Dreyfus, Il fait partie des cercles évoluant autour du dreyfusard Francis de Pressensé avec les anarchistes Pierre Martinet et Albert Libertad pendant cette période. 
Par la suite, il donne, dans les groupes anarchistes, des conférences sur la vie et la chanson au bagne.
Il travaille ensuite comme représentant en librairie.
Il meurt oublié et dans la misère le 5 avril 1930 dans le 12e arrondissement de Paris.

## Notices
- Dictionnaire des anarchistes, « Le Maitron » : notice biographique.
- Dictionnaire biographique, mouvement ouvrier, mouvement social : notice biographique.
- Dictionnaire international des militants anarchistes : notice biographique.
- L'Éphéméride anarchiste : notice biographique.
- René Bianco, 100 ans de presse anarchiste : notice.
- RA.forum : notice biographique.